# رساله مدنیه
رسالهٔ مدنیّه (انگلیسی: The Secret of Divine Civilization) یکی از اولین و مهمترین آثار عبدالبهاء مبیّن آثار دین بهائی می‌باشد که به ارائه راه‌حل‌ھایی برای رسیدن به نظام سیاسی و اقتصادی عادلانه و پیشرو در دنیا و به ویژه در ایران می‌پردازد. عبدالبهاء این رساله را به دستور بهاءالله و در سال ۱۸۷۵ میلادی تحت عنوان «اسرارُ الغیبیّه لاَسبابِ المدنیّه» می‌نویسد و از ذکر نام خود به عنوان صاحب این اثر چشم می‌پوشد. مخاطب این اثر جامعهٔ مسلمان ایرانی، اعمّ از رؤسا و تودهٔ مردم در اواخر قرن نوزدهم میلادی می‌باشد. این رساله خطاب به شاه، مردم، روحانیون، مأمورین دولتی و روشنفکران غیر مذهبی ایران است و سعی شده تا توجّه همهٔ قشرهای جامعهٔ ایرانی، به دیدگاه‌های جدیدی در مورد تجدّد، اصلاحات اداری و خردگرائی اجتماعی و فرهنگی جلب گردد. نویسنده، علت نوشتن این رساله را ابراز علاقهٔ ناصرالدّین شاه به تجدّد اجتماعی و سیاسی جامعهٔ ایران ذکر کرده است. همچنین اشاره می‌کند که علّت سکوت قبلی اش در مورد این مسئله، آن بوده که شاه قبلاً به‌طور جدّی به موضوع توسعه و پیشرفت ایران علاقه ای نشان نداده بود و به این ترتیب استدلال می‌کند که اکنون که شاه از سیاست اصلاحات فرهنگی و خردگرائی، پشتیبانی کرده‌اند، ایشان وظیفه اخلاقی خود می‌داند که مسئلهٔ پیشرفت و ترقی ایران را مورد بحث قرار دهد.
عبدالبهاء در سال 1254 هجری شمسی، به خواست و ارادۀ  بهاءالله و با مهر و عشقی بی‌پایان، رسالۀ مَدنیه را خطاب به سران و مردم ایران، وطنی که از دوران کودکی به دلیل تبعید از آن دور مانده بودند، به رشتۀ تحریر درآورد. اگر چه ایشان امکان سفر به ایران را نداشتند ولی شاید بتوان گفت از طریق آثارشان و به خصوص این اثر، سفری فکری و معنوی به ایران نمودند. در آن زمان، در ایران، تعصب فراگیری نسبت به آئین بهائی و پیروانش وجود داشت به این دلیل  عبدالبهاء از ذکر نام خود بر این کتاب خودداری کردند تا مانعی جهت مطالعه، تفکر و اجرای مفاهیم آن ایجاد نشود.
رسالۀ مَدنیه، به بحث دربارۀ رابطۀ تجدد و تدین می‌پردازد، مسئله‌ای که دغدغۀ اساسی عرصۀ فرهنگ، سیاست و روشنفکری ایران در سرتاسر تاریخ معاصر بوده و هست. حضرت عبدالبهاء راه‌حل بحران‌های روز افزون ایران را نه بازگشت به شرع و سنت‌گرایی متعصبانه می‌دانند و نه در دنباله‌روی کورکورانه از فرهنگ تجدد غرب و عقلانیت صِرف. در رسالۀ مَدنیه تعریف تازه‌ای از تجدد و تدین مطرح می‌شود.
عبدالبهاء در این اثر، ویژگی‌های سیاسی، اجتماعی، اقتصادی و قانونی تجدد را توصیف می‌کنند از جمله: حکومت مردم‌سالاری، حاکمیت قانون و محدود بودن قدرت مطلق حکومت، آموزش و پرورش همگانی، رعایت حقوق بشر، برابری زنان و مردان، پیشرفت اقتصادی، برطرف کردن فقر توده‌ها، همزیستی و بردباری میان پیروان ادیان مختلف، ترویج علم و دانش و صنایع مفید و تأمین رفاه اجتماعی. در عین حال ایشان به طور واضح تاکید می‌کنند که منظورشان تقلید کورکورانه از تمدن صرفاً ماده‌گرای مغرب‌زمین نبوده و نیست و عقاید این قبیل کشورها دربارۀ ماهیت انسان و پیروی بی‌اندازۀ آنان از عقل و خرد را نقد می‌نمایند. از سوی دیگر،عبدالبهاء توضیح می‌دهند چنانچه اعتقاد به خدا به جای محبت و خیرخواهی نسبت به همۀ انسان‌ها، به وسیله‌ای برای توجیه نفرت و پرخاشگری نسبت به بیگانگان و سلب حقوق گروه‌های گوناگون تحت عناوینی چون کافر، مُرتَد و نجس، زن، آزاد اندیش و دگر‌اندیش تبدیل شود؛ دین‌داری، خود، دشمن اصلی دین و خدا می‌شود.
در این اثر، عقل و دانش که موجب پیشرفت‌های علمی و صنعتی بسیار شده است، عامل اصلی پیشرفت تمدن انسانی در طی قرون و اعصار معرفی می‌شود و  عبدالبهاء خوانندگان را تشویق می‌نماید تا دربارۀ نتایج مثبت بهره‌مندی از علوم و فنون مفید رایج در دیگر کشورها تفکر کنند. ایشان همچنین ایجاد هرگونه مانع فرهنگی و یا ملی برای استفاده از علم را خلاف عقل و منطق ذکر می‌کنند، پیشرفت‌ها و دستاوردهای علمی را متعلق به تمامی افراد بشر می‌دانند و تأکید می‌نمایند که اقتباس و استفاده از آن‌ها نه از قدر و ارزش مقتبس می‌کاهد و نه نشان از کمبود استعداد و ظرفیت او دارد.
عبدالبهاء توجه خوانندگان را به آن قوای روحانی که باید بینش انسان را هدایت کند نیز جلب می‌کنند و تعلیم و تربیت را به عنوان ضرورتی اساسی برای ترقی فرد و پیشرفت جامعه عنوان می‌نماید. ایشان بر اساس شواهد بی‌شمار، وجدان و عقل بشر را به تنهایی برای اصلاح اخلاق کافی نمی‌دانند و تربیت اخلاقی و عقلانی در اثر تعالیم مربیان الهی را ضروری به شمار می‌آورند. این مربیان الهی هستند که در هر دوره‌ای معنی و مفهوم تجدد را تعیین و خصوصیات آن را مشخص می‌نمایند.
این نوشته ابتدا به طور خطی درایران منتشر شد و سپس در سال ۱۸۸۲ در بمبئی به چاپ رسید و نشر فعلی آن به زبان انگلیسی تحت عنوان The Secret Of Divine Civilization شناخته می‌شود.
عبدالبهاء در این کتاب به تجزیه و تحلیل جامعه‌شناختی و شرایط و لوازم توسعهٔ اجتماعی و اقتصادی جامعهٔ ایرانی پرداخته و یک تئوری عمومی توسعه و تجدّد ارائه می‌دهد. همچنین اصول روحانیّه‌ای را که باید راهنمای تجدید بنای جامعهٔ ایران در این عصر رشد و ترقّی باشد بیان می‌دارد.
عبدالبهاء رسالهٔ مدنیّه را با ذکر اهمیّت عقل که اسباب دانائی و شناسائی است چنین آغاز می‌کند.
بدایع حمد و ثنا و جوامع شکر و سپاس درگاه احدیّت پروردگاری را سزاست که از بین کافّهٔ حقائق کونیّه، حقیقت انسانیّه را به دانش و هوش که نیّرین اعظمین عالم کون و امکان است مفتخر و ممتاز فرمود.
موضوع دیگری که در این کتاب به آن پرداخته شده، عظمت گذشته ایران و تأسّف نویسنده از موقعیّت فعلی آن است. عبدالبهاء با بیان تضادّ میان عظمت باستانی ایران و انحطاط اجتماعی و فرهنگی آن در قرن نوزدهم میلادی، این سؤال را مطرح می‌کند که علل و اسباب این رکود و عقب افتادگی چه بوده و چگونه می‌توان در این بن‌بست اجتماعی، راهی برای آینده ایران گشود؟ اشاره ایشان به گذشته و تأسّف از اعظمت و شکوهی فراموش شده در حقیقت تلاشی است برای تحکیم هویت ملّی ایران
در ازمنهٔ سابقه مملکت ایران بمنزلهٔ قلب عالم و چون شمع افروخته بین انجمن آفاق منوّر بود. عزّت و سعادتش چون صبح صادق از افق کائنات طالع و نور جهان افروز معارفش در اقطار مشارق و مغارب منتشر و ساطع … حکمت حکومتش حکمای اعظم عالم را متحیّر ساخته.
نخستین حکومتی که در عالم تأسیس شده و اعظم سلطنتی که بین ملل تشکیل گشته تخت حکمرانی و دیهیم جهانبانی ایران است. حال ای اهل ایران باید قدری از سُکر هوی بهوش آمده و از غفلت و کاهلی بیدار گشته، به نظر انصاف نظر کنیم .
در ادامه، عبدالبهاء به اهمیّت تأسیس مجلس اشاره می‌کند (در سال ۱۲۵۴ خورشیدی یعنی سی و یک سال پیش از صدور فرمان مشروطیّت و تشکیل مجلس اوّل در چهاردهم مهر ماه ۱۲۸۵) البتّه او معتقد است نفوسی که نمایندهٔ مردمند و امور ملّت در دست ایشان قرار گرفته، بایستی از خصوصیّات فکری و اخلاقی مشخصّی برخوردار باشند تا این مجالس به منظور خود برسند و سبب اصلاحات شوند.
تشکیل مجالس و تأسیس محافل مشورت اساس متین و بنیان رزین عالم سیاست است ولکن از لوازم این اساس، امور چندیست. اوّل آنکه باید اعضای منتخبه، متدیّن و مظهر خشیة اللّه و بلند همّت و عفیف النّفس باشند. ثانیاً آنکه مطّلع بر دقائق اوامر الهیّه و واقف بر اصول مستحسنهٔ مقنّنهٔ مرعیّه و عالِم بر قوانین ضبط و ربط مهامّ داخلیّه و روابط و علاقات خارجیّه و متفنّن در فنون نافعهٔ مدنیّه و قانع به مداخل ملکی خود باشند.
... و امّا اگر اعضای مجالس بر عکس این قضیّه، دون و نادان و بی‌خبر از قوانین حکومت و سیاست ممالک و بلدان و پست همّت و بی غیرت، جاهل و کاهل و طالب منافع ذاتیّهٔ خود باشند، ثمره و فوائدی بر تأسیس مجالس مترتّب نشود .
در بخش دیگری از این اثر، با ذکر این موضوع که در ایران قرن نوزدهم میلادی، قدرت علماء در حال افزایش بود و طبقه روحانیون دارای قدرت سیاسی و فرهنگی بسیار زیادی بودند و با توجّه به اهمیّت سیاسی روحانیون در ایران، عبدالبهاء با نقل یک حدیث اسلامی، وظائف و مسئولیّت‌های علمای راستین را توضیح می‌دهد.
ولکن پروردگار عالمیان از برای هر شیء، علائم و آثاری خلق فرموده و محک و امتحانی مقرّر داشته. عالِم ربّانی را کمالات معنویّه و ظاهریّه لازم و حسن اخلاق و نورانیّت فطرت و صدق نیّت و فطانت و ذکاوت و فراست و نُهی و عقل و حجی و زهد و تقوای حقیقی و خشیة اللّه قلبی، واجب؛ و الّا شمع بی‌نور هر چند بلند و قطور باشد حکم اعجاز نخل خاویه و خشب مسنّده داشته.
در روایت صحیحه وارد:

"و أمّا مَن کان مِن العلماء صائِناً لنَفسه حافظاً لدینه و مخالفاً لهواه و مطیعاً لامر مولاه فَلِلعوام ان یقلّدوه "
نکته قابل توجّه دیگر آنکه این رساله که در سال ۱۸۷۵ میلادی نوشته شده و شاید از جمله معدود رسالاتی باشد که در آن زمان به صراحت و دقّت اصول و مبانی امنیّت جمعی را (با اصطلاح «انجمن دول»)مطرح کرده است. باید توجّه داشت که اوّلین جلوه عملی امنیّت جمعی سالها بعد (تقریباً ۴۵ سال بعد) در طرح صلح ویلسون و تشکیل جامعه ملل (و ۶۵ سال بعد به نام سازمان ملل متّحد) تحقّق پیدا کرد. طرح امنیّت جمعی عبدالبهاء به نحوی محسوس واقعیّت گرا و معطوف به جنبه‌های عملی است و برنامهٔ خلع سلاح را به صورت عمومی و جامع و در سطح بین‌المللی و در تحت یک میثاق جهانی مطرح می‌کند. دیدگاهش از صلح، یک دیدگاه ایده‌آلی محض نیست. لزوم استفاده از قوّه قهریّه را اگر در قالب مکانیسم امنیّت جمعی باشد و از نقض میثاق جهانی جلوگیری کند، مجاز می‌داند.
بلی تمدّن حقیقی وقتی در قطب عالم عَلَم افرازد که چند ملوک بزرگوار بلند همّت چون آفتاب رخشندهٔ عالم غیرت و حمیّت به جهت خیریّت و سعادت عموم بشر بعزمی ثابت و رأی راسخ قدم پیش نهاده مسئله صلح عمومی را در میدان مشورت گذارند و به جمیع وسائل و وسائط تشبّث نموده عقد انجمن دول عالم نمایند و یک معاهدهٔ قویّه و میثاق و شروط محکمهٔ ثابته تأسیس نمایند و اعلان نموده به اتّفاق عموم هیئت بشریّه مؤکّد فرمایند. این امر اتمّ اقوم را که فی الحقیقه سبب آسایش آفرینش است کلّ سکّان ارض، مقدّس شمرده جمیع قوای عالم، متوجّه ثبوت و بقای این عهد اعظم باشند؛ و در این معاهدهٔ عمومیّه تعیین و تحدید حدود و ثغور هر دولتی گردد و توزیع روش و حرکت هر حکومتی شود و جمیع معاهدات و مناسبات دولیّه و روابط و ضوابط مابین هیئت حکومتیّهٔ بشریّه مقرّر و معیّن گردد و کذلک قوّهٔ حربیّهٔ هر حکومتی به حدّی معلوم، مخصّص شود. چه اگر تدارکات محاربه و قوّهٔ عسکریّهٔ دولتی ازدیاد یابد سبب توهّم دول سائره گردد. باری اصل مبنای این عهد قویم را بر آن قرار دهند که اگر دولتی از دول، مِن بعد، شرطی از شروط را فسخ نماید، کلّ دول عالم بر اضمحلال او قیام نمایند، بلکه هیئت بشریّه به کمال قوّت بر تدمیر آن حکومت برخیزد. اگر جسم مریض عالم به این داروی اعظم موفّق گردد البتّه اعتدال کلّی کسب نموده به شفای باقی دائمی فائز گردد .